# بانک فدرال رزرو سنت لوئیس
بانک فدرال رزرو شیکاگو (به انگلیسی: Federal Reserve Bank of Chicago) یکی از ۱۲ شعبهٔ فدرال رزرو ایالات متحده آمریکا است و در شهر سنت لوئیس قرار دارد.
این بانک مناطقی از ۷ ایالت میسیسیپی، ایلینوی، کنتاکی، تنسی، میسوری، آرکنسا، و ایندیانا را پوشش می‌دهد.